# Shoreston
Shoreston eller Shorestone eller Shoston  var en civil parish 1866–1955 när det uppgick i North Sunderland, i grevskapet Northumberland i England. Civil parish var belägen 20 km från Alnwick och hade 54 invånare år 1951.